# Hans André
Hans Maximilian André (ur. 24 marca 1891 w Kaiserslautern, zm. 26 lipca 1966 w Bonn) – niemiecki przyrodnik, biolog i kosmolog, doktor filozofii, profesor zwyczajny i prorektor Państwowej Akademii w Braniewie.

## Życiorys
Hans André urodził się w 1891 w Kaiserslautern w południowo-zachodnich Niemczech, w kraju związkowym Nadrenia-Palatynat. Po ukończeniu szkoły średniej studiował filozofię oraz nauki przyrodnicze w Monachium i Heidelbergu. W czasie I wojny światowej musiał przerwać naukę, aby odbyć służbę wojskową. W 1919 na Uniwersytecie w Würzburgu uzyskał stopień doktora, a w 1920 został asystentem w Instytucie Botanicznym Uniwersytetu w Kolonii. Tam w 1925 uzyskał habilitację.
Działał na polu naukowym w Kolonii, Braniewie i Bonn. W 1926 pracował w Kolonii jako privatdocent. W 1929 został mianowany w Braniewie w Prusach Wschodnich na stanowisko profesora zwyczajnego w Państwowej Akademii, w 1936 był prorektorem tej uczelni.
Hans André był członkiem NSDAP i propagatorem ideologii rasistowskiej, którą głosił jako własne poglądy.

## Życie prywatne
Był żonaty z Angeliką z domu Kleinfelder (1895–1952). Mieli jedną córkę Hildegard (1927–2006, mąż Klaus Schubert (1926–1982), studiendirektor, małżeństwo miało 3 synów). W Braniewie rodzina André mieszkała przy Arendtstraße 28 (po wojnie ul. Zielona) do exodusu w 1945 roku przed zbliżającym się frontem Armii Czerwonej.